# Chiniki Creek
Chiniki Creek är ett vattendrag i Kanada.   Det ligger i provinsen Alberta, i den centrala delen av landet, 2 900 km väster om huvudstaden Ottawa. Chiniki Creek ligger vid sjön Ghost Lake.
Trakten runt Chiniki Creek består i huvudsak av gräsmarker. Runt Chiniki Creek är det mycket glesbefolkat, med 3 invånare per kvadratkilometer.